# Kei Koito
Kei Koito (小糸 恵, Ko'ito Kei), née à Kyoto le 4 janvier 1950, est une organiste, pédagogue et compositrice japonaise, résidant en Suisse.

## Biographie

### Formation
Kei Koito naît dans une famille d'artistes. Son père, Akira Koito, est producteur de film et écrit des scénarios. Sa mère, Fusako est poétesse. Son frère, Junji Koito, résidant à Paris, est sculpteur. Ils sont tous passionnés de musique.
Kei commence sa formation musicale dès six ans en prenant des cours de piano, de violoncelle et de chant. À douze ans, elle découvre l'orgue qui devient son instrument préféré. Étudiante à Yokohama, elle joue du violoncelle deux ans dans l'orchestre de l'école et joue aussi avec l'Orchestre de la Ville de Yokohama le Concerto pour piano n° 3 de Beethoven. Après son diplôme général, à seize ans, elle décide de se consacrer à l'orgue.
À Tokyo elle étudie à l'Université nationale des Beaux-Arts et de la Musique (Tokyo Geijutsu Daigaku), où elle obtient un Bachelor of Fine Arts en 1972. Elle y travaille l'orgue avec Mitchio Akimoto, le clavecin, la théorie musicale et la musique de chambre . Elle suit des cours d'interprétation avec Anton Heiller et Marie-Claire Alain.
Elle poursuit ses études au Conservatoire de Genève auprès de l'organiste Pierre Segond (premier prix de virtuosité et d'improvisation) et se perfectionne auprès de Xavier Darasse à Toulouse pour le répertoire de l'orgue romantique, symphonique et contemporain ; par la suite elle travaille l'interprétation de la musique ancienne avec l'organiste, claveciniste et musicologue Luigi Ferdinando Tagliavini, à Fribourg et avec le violoniste baroque et chef d'orchestre Reinhard Goebel à Cologne. Elle suit également des cours de composition, orchestration et analyse musicale avec le compositeur Éric Gaudibert à Genève. En 1987, elle finit ses études avec un premier prix de virtuosité d'orgue avec distinction.

### Carrière
Kei Koito se produit pour la première fois en tant que soliste dans des récitals, au Victoria Hall à Genève et à l'Auditorium Maurice-Ravel à Lyon et donne des concerts en Europe, en Russie, en Asie, en Amérique du Nord et du Sud.
Dès 1980, la recherche dans le domaine de la musique ancienne devient l’un des pôles majeurs de son répertoire. Spécialiste de Bach, dès 1989, elle enregistre les Sonates en trio, les concertos pour orgue, ainsi que les Variations canoniques, le Clavierübung (1993) et L'Art de la fugue (1998). Ses enregistrements réalisés sur des orgues historiques ont été salués par la presse et le public.
« Elle est aussi reconnue comme une interprète majeure de la musique contemporaine pour orgue. » Son répertoire, très vaste, comprend outre les œuvres de Schumann, Brahms, Liszt, Reubke, mais aussi Duruflé, Ligeti, Maxwell Davies et Berio. Entre 1978 et 1996, elle a créé et joué des œuvres contemporaines, notamment d'Éric Gaudibert, Jetées (1987), d'André Jolivet, Cinq Interludes (1989), de Karlheinz Stockhausen, Tierkreis (1975), version pour orgue réalisée par elle-même et de François-Bernard Mâche Guntur Sari (1990) à Strasbourg en 1994.
Depuis 1985, elle interprète et enregistre surtout les œuvres de Bach et ses prédécesseurs et contemporains : Buxtehude, Böhm, Bruhns, François Couperin, Fischer, Frescobaldi, Froberger, Grigny, Kerll, Muffat et Pachelbel et leurs précurseurs.
Depuis 1992, Kei Koito enseigne à la Haute École de Musique de Lausanne. Elle mène également des recherches dans le domaine de la musique ancienne.
Membre de jurys de nombreux concours internationaux d'orgue, elle a donné des conférences et master-classes en Europe, en Amérique latine et au Québec, portant sur l’interprétation des œuvres des répertoires du XVIe au XVIIIe siècle, J.-S. Bach et la musique dès la deuxième moitié du XXe siècle jusqu’à aujourd’hui. Elle a exécuté avec l'Ensemble Gilles Binchois le répertoire Renaissance - Baroque italien ou Préclassique - Classique français et avec Musica Antiqua Köln les sinfonias pour orgue des cantates de Bach et les concertos pour orgue de Haendel.
Kei Koïto poursuit également une collaboration avec le label Claves et enregistre des œuvres de Buxtehude (2007) et une série de CD intitulés Bach, Organ masterworks.
En 1994, elle reçoit le prix de la Fondation Pro Arte de l’Office suisse de la culture et en 2010, le prix culturel vaudois. Elle vit à Lausanne.

### Festival Bach de Lausanne
Kei Koito est fondatrice et directrice artistique du Festival Bach et du concours international d'orgue, intitulé Grand Prix Bach de Lausanne qui a lieu dans le cadre du festival. Dans le cadre de ce festival, elle organise également l’International Organ Academy.
Parmi les invités depuis sa création en 1997 figurent des orchestres, ensembles, chœurs et solistes de renommée internationale, comme Hespèrion XXI (dir. Jordi Savall), La Fenice (dir. Jean Tubéry), La Petite Bande (dir. Sigiswald Kuijken), Wieland Kuijken (viole de gambe), Gustav Leonhardt, Nathalie Stutzmann et le Collegium Vocale Gent (dir. Philippe Herreweghe).

## Compositions
Dans la décennie 1982–92, Kei Koito compose quelques œuvres pour ensembles ou instruments solistes, dans un style moderne influencé notamment par Varèse, Bruno Maderna, Ligeti et Lutosławski.

## Écrits
- (fr) Kei Koito (orgue), « À propos des Sonates en trio, des Concertos et des Variations canoniques pour orgue de J.S. Bach », Harmonic Records, 1990 (Lire en ligne) .
- (fr) Kei Koito (orgue), « À propos du Clavier-Übung III et la Messe pour orgue de J.S. Bach », p. 2–27, Harmonic Records (H/CD 9352 et 9353), 1993 (Lire en ligne) .
- Kei Koito, « Esthétique de Carl Philipp Emmanuel Bach : À propos de ses œuvres pour orgue », L'Orgue[7],‎ mars et juin 1996, p. 2–14 et 13–25 (lire en ligne [PDF])
- (fr) Kei Koito (orgue), « À propos du compositeur G.-G. Nivers, contemporain de Lully" : "Nivers et ses admirateurs", "L'orgue et la registration chez Nivers", "À propos de l'œuvre d'orgue de Nivers" », p. 14–22, Paris, Radio-France (TEM 316033/34), 2006/2007 (Lire en ligne) .
- Kei Koito, Les carnets de Léonard de Vinci dans Le livre de ma vie : Par 30 personnalités de Suisse Romande, Payot, 2011, pdf (présentation en ligne, lire en ligne), p. 42

## Discographie

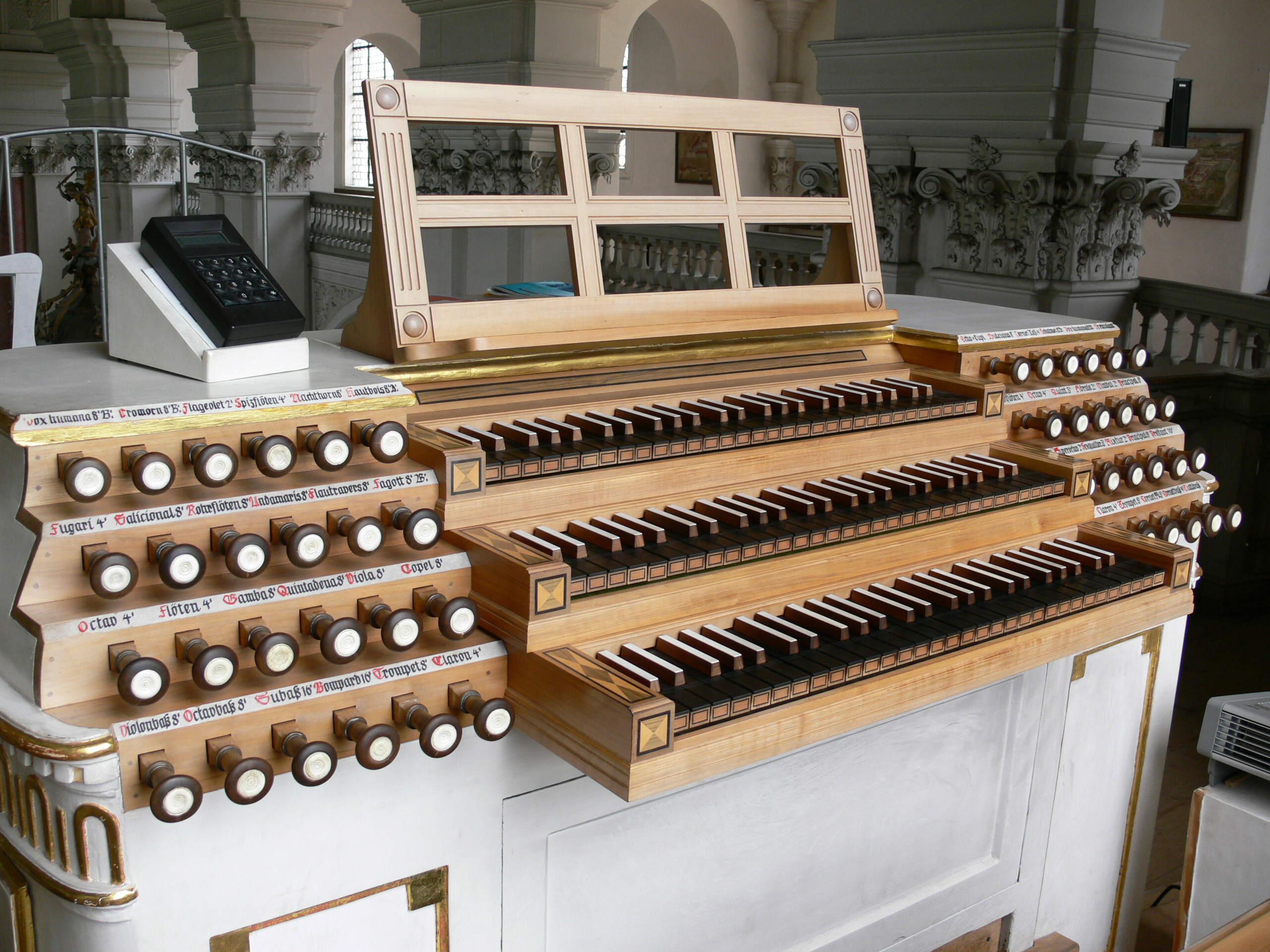
Console de l'orgue Johann Nepomuk Holzhey de Abbaye de Weissenau.

La discographie de Kei Koito est très axée sur les compositeurs baroques allemands. Elle enregistre successivement pour les labels Harmonic Records, Tempéraments de Radio-France, Claves Records, Deutsche Harmonia Mundi/Sony Music.
- 1990 – Bach, Sonates en trio, Concertos et Variations canoniques - Orgue Arp Schnitger de la Martinikerk de Groningen (5–9 juin 1989, 2CD Harmonic Records H/CD 8828-29)[8] (OCLC 32216487)
- 1992 – CPE Bach, Sonates pour orgue - Orgue Holzhey (1785) de l'église Pierre et Paul de l'Abbaye de Weissenau (28–30 septembre 1991, Harmonic Records H/CD9152)[9] (OCLC 62681106)Orgue de la Bovenkerk de Kampen.

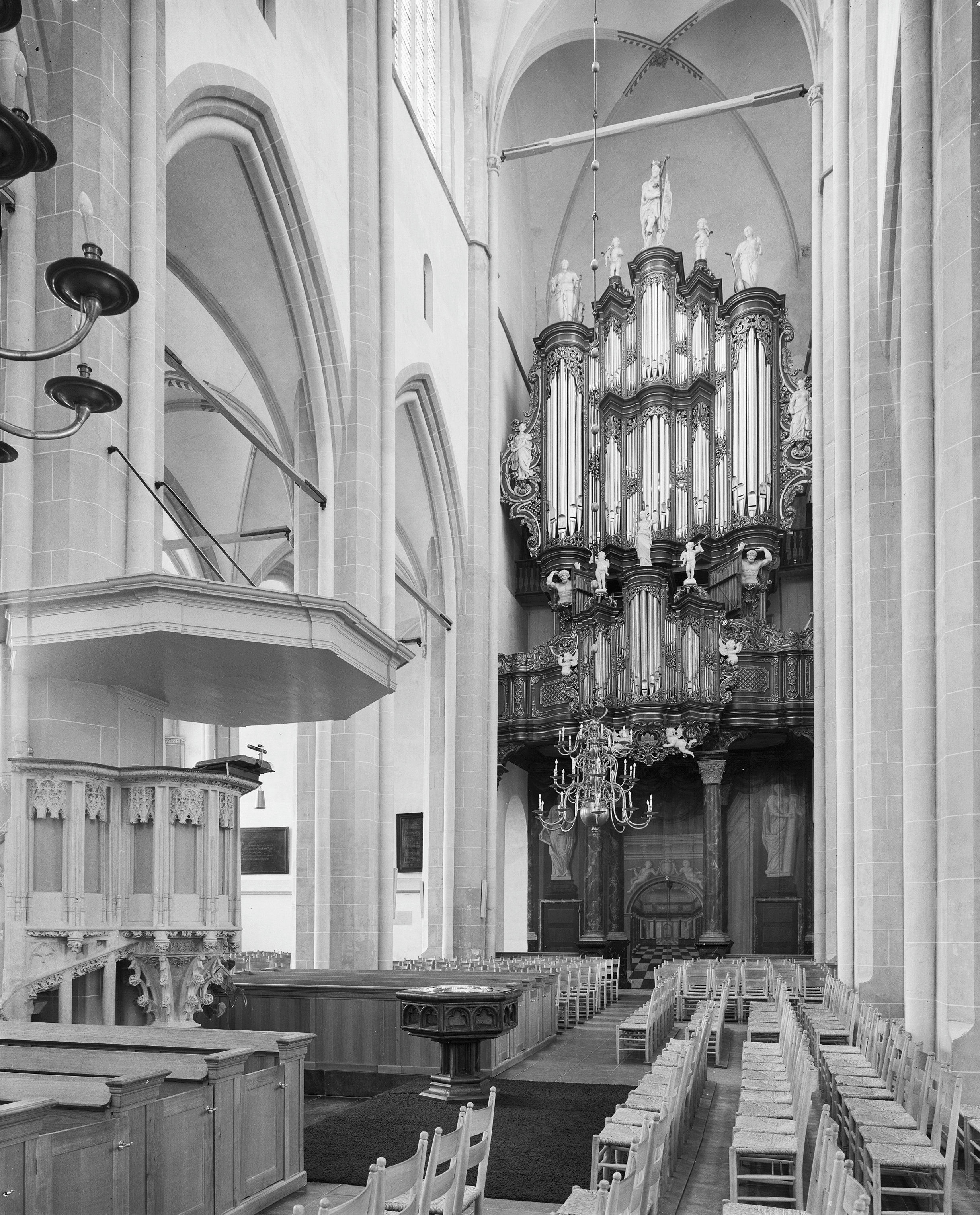
Orgue de la Bovenkerk de Kampen.

- 1993 – Bach, Clavier-Übung III - orgue Hinsz (1741) de la Bovenkerk de Kampen avec Agnès Mellon, Andreas Scholl, Gerd Türk, Ulrich Messthaler et Dominique Vellard (1993, 2 CD Harmonic Records H/CD 9352 et 9353) (OCLC 716376005) L'orgue Schnitger (1702) de la Der Aa-kerk à Groningue.

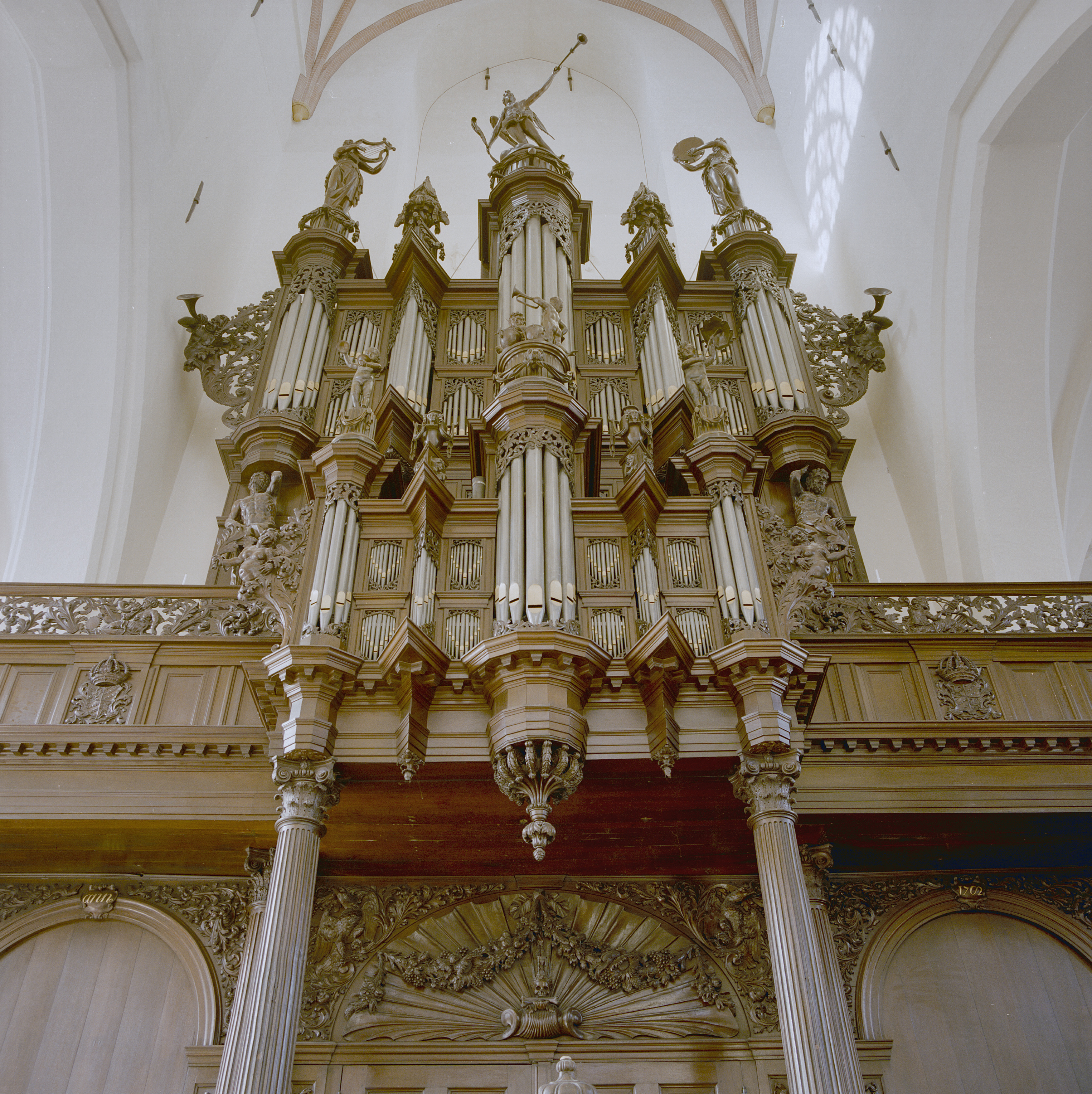
L'orgue Schnitger (1702) de la Der Aa-kerk à Groningue.

- 1999 – Bach, L'Art de la fugue - Orgue Dom Bedos (1748) de Sainte-Croix de Bordeaux (22–26 novembre 1998, Coll. « Tempéraments » 2 CD Radio-France TEM 316016/17)[10] (OCLC 44179120), (BNF 38436966)
- 2005 – Nivers, Livres d’orgue : Messe, Magnificat, Suites, Graduel, Motet - Orgue Boizard (1714) de Saint-Michel en Thiérache et l'ensemble vocal Gilles Binchois, Dir. Dominique Vellard (septembre 2004 – plein chant juin 2005 – coll. « Tempéraments » 2CD Radio-France TEM 316033/34) (OCLC 658536468), (BNF 40957160)
- 2008 – « Buxtehude &... », Anthologie Buxtehude et œuvres de Delphin Strunck, Jakob Praetorius, Hieronymus Praetorius III, Heinrich Scheidemann, Matthias Weckmann, Franz Tunder - Orgues Schnitger (1693) de St. Jacobi, Hambourg ; Schnitger (1692) de la Martinikerk ; Mülish-Botz (1655), Payerne ; H. Scherer le jeune (1624) de St. Stephan de Tangermünde (14–16 novembre 2006, 15–17 mai 2007, 19-21 juin 2007, 16–17 juillet 2007 et 24–27 septembre 2007, 3CD Claves Records 50-2706, 50-2705, 50-2704) (OCLC 399813879),
- 2012 – Bach, Les chefs-d'œuvre pour orgue (5CD Claves Records) :
  - Orgue Schnitger de la Martinikerk de Groningen - vol. 1 (21-23 juin 2009, Claves) et 4 ; (BNF 42329842) et (OCLC 714892168), (OCLC 883245411)
  - Orgue G. Silbermann de la Cathédrale de Dresde - vol. 2 (21-23 septembre 2009) (OCLC 724716441),
  - Orgue Christian Müller de la Bavokerk de Haarlem - vol. 3 (21-23 juin 2011) (OCLC 858945743)
  - Orgue Franciscus Volckland (1732/37) de la Cruciskirche de Erfurt - vol.5 (2015, Claves Records CD 50-1503)
- 2014 – Organ music before Bach (Deutsche Harmonia Mundi / Sony Music LC 00761)
- 2015 – Les Maîtres de l’Orgue français, De Louis XIII à la Monarchie de Juillet, Titelouze à Boëly[11] - Orgues de Saint-Michel en Thiérache, Souvigny, Sarlat, Saint-Maximin, Poitiers, Cintegabelle, Sainte-Croix de Bordeaux, Dole, La Daurade de Toulouse (2014, 8CD Coll. « Tempéraments » Radio-France TEM 316045/52)
- 2015 – Musique d'orgue d'avant Bach : Pachelbel, Froberger, Georg Muffat, Kerll, Fischer - Orgue Johann Jakob Hör (1736) / Hermann Weber (2008) de l'église St. Katharina (Stiftskirche) de Wolfegg (DHM/Sony Music) (OCLC 896738687)
- 2016 – Concertos Baroque pour orgue : Haendel, Vivaldi, Telemann, Albinoni, Torelli - Orgue Arp Schnitger (1702) / Gebr. Reil (2011), Der Aa-kerk de Groningue, Pays-Bas (1-3 juillet 2015, DHM/Sony Music) (OCLC 951167138)